# Salvator duseni
El lagarto colorado del cerrado (Salvator duseni) es un lagarto de la familia Teiidae que se distribuye en la ecozona del Cerrado brasileño y sectores del mismo ambiente de Bolivia y el Paraguay. Fue confundido durante mucho tiempo con la especie de Salvator rufescens según (Péres & Colli , 1994).[cita requerida] Los ejemplares (por ejemplo, FMNH 161587) asignados a Salvator rufescens del Cerrado Beniano de la zona de San Joaquín en la década de los 1960 deben ser revisados y comparados con la descripción de Salvator duseni. Quintana y Padial [cita requerida] reportaron un Salvator sp. en la Reserva Inmovilizada del Iténez, junto con Tupinambis teguixin, en Bolivia.
Salvator rufescens y Salvator duseni son morfológicamente diferentes, principalmente en la escamación, coloración y morfometría. Analizado el ADN de S. duseni y S. rufescens no hay diferencias que apoyen la diferenciación de las especies, por ello se cree que son formas de reciente separación evolutiva, necesitándose más investigaciones para dilucidar la sistemática.